# Ältaren
Ältaren är en sjö i norra delen av Flens kommun i Södermanland och ingår i Norrströms huvudavrinningsområde. Sjön har en area på 0,754 kvadratkilometer och ligger 64 meter över havet. Vid provfiske har bland annat abborre, braxen, gers och gädda fångats i sjön.
Ältaren befinner sig ca 27 km norr om tätorten Flen och 22 km söder om Strängnäs. Intill sjön passerar Riksväg 55 vilken även har en rastplats vid sjön.

## Delavrinningsområde
Ältaren ingår i delavrinningsområde (656494-155840) som SMHI kallar för Utloppet av Ältaren. Medelhöjden är 69 meter över havet och ytan är 4,99 kvadratkilometer. Det finns inga avrinningsområden uppströms utan avrinningsområdet är högsta punkten. Vattendraget som avvattnar avrinningsområdet har biflödesordning 3, vilket innebär att vattnet flödar genom totalt 3 vattendrag innan det når havet efter 106 kilometer. Avrinningsområdet består mestadels av skog (79 procent). Avrinningsområdet har 0,82 kvadratkilometer vattenytor vilket ger det en sjöprocent på 16,3 procent.

## Fisk
Vid provfiske har följande fisk fångats i sjön:
- Abborre
- Braxen
- Gärs
- Gädda
- Mört
- Sarv